# هيركيول بوارو
هيركيول بوارو (بالإنجليزية: Hercule Poirot)‏ هرقيول أو هركيول أو هرقل أو هيركيول بحسب اختلاف الترجمات العربية- (يُنطق هِرْكِل). شخصية خيالية هي الشخصية الرئيسية في العديد من الروايات البوليسية للكاتبة أغاثا كريستي. قُدمت في عدد كبير من الأفلام والمسلسلات التلفزيونية والدراما الإذاعية والعروض المسرحية. يمتاز بوارو بحجمه الصغير ورأسه بيضاوي الشكل وعينيه الخضراوين كعيون القطط وشاربه الشهير المُعتنى به بدقة وتأنقه الزائد في ملبسه، ما يشكل غالباً مصدر تسلية للمحيطين به. كما أن شفته العُليا مُعلمة بندبة بشعة، يُغطيها شاربه الضخم. يعمل بوارو بشكل منظم، وغالباً ما يعزو نجاحه إلى الخلايا الرمادية الصغيرة في دماغه. يُحب الغموض والدراما، ولا يميل إلى مشاطرة المعلومات أو كشف الشرير إلا في آخر لحظة ممكنة، وهذا ما جعل كبير المفتشين جاب وآرثر هستنغز يتهمانه بتعمد إخفاء المعلومات عن الآخرين ليبدو أذكى مما هو عليه حقيقة. وبالرغم من افتعاله وميله لإخفاء المعلومات، فإن بوارو رجل على قدر بالغ – إن لم يكن خارقاً – من الذكاء، وصاحب شخصية فاتنة تجعل الكثيرين يبوحون له بالمعلومات الشخصية التي لا يبوحون بها عادة لأي كان.
ظهر بوارو في أربع وثلاثين رواية وأكثر من خمسين قصة قصيرة لأغاثا كريستي، وهو أحد أشهر شخصياتها، غير أن بعض النقاد يعتقدون أن شخصيته مأخوذة من شخصيتي محققين خياليين آخرين ظهرا في الفترة نفسها. كما حدث للسير آرثر كونان دويل مع شرلوك هولمز؛ تعبت أغاثا كريستي من ابتكارها، وفي الثلاثينيات شعرت بأنه «لا يُطاق»، ثم شعرت في الستينيات بأنه «شخص بغيض ومُتكلف ومُضجر وأناني ومتملق». غير أن الجمهور أحبه كثيراً، ورفضت أغاثا قتله لأنها شعرت أن من واجبها تقديم ما يحبه الجمهور، وما يحبه الجمهور كان بوارو. برغم بغض مؤلفته له فإن بوارو محبوب من قبل الملايين من المعجبين حول العالم، ويُعتبر مع شرلوك هولمز النموذج الأعلى للمحققين. ويدين المحققون اللاحقون ذوي الذكاء اللامع والشخصيات غريبة الأطوار بانحناءة لبوارو الذي، بنشر موته في قصة الستارة عام 1975، كان الشخصية الخيالية الوحيدة في التاريخ التي أُبّنت على صدر صفحات جريدة النيو يورك تايمز .

## إشكاليات متعلقة ببوارو
حين مات بوارو في رواية الستارة؛ كان كبير السن، ولأن أغاثا كريستي قد نصت بوضوح على أن أحداث الروايات تقع في نفس الفترة الزمنية التي كُتبت خلالها، إلا إذا أشير إلى خلاف ذلك في متن الرواية. يُصبح تحديد عُمر بوارو صعباً، ذلك أنه عاصر حربين، ويُفترض أن ذلك كان بعد تقاعده من الشرطة البلجيكية. من نقاط الخلاف؛ سن بوارو عندما تقاعد من عمله كشرطي، فيغلب الاعتقاد بأن ذلك كان في سن الخمسين، بينما تذكر قصة علبة الشكولاته أنه تقاعد وسنه يدور حول الثلاثين. وهذا يُفسر سبب طول مسيرته كمتحرٍ خاص. بالنسبة لعائلته، كانت هُناك إشارة إلى أخت له تُسمى إيفون في الطبعة الأولى من قصة علبة الشكولاته، وأزيلت في الطبعات اللاحقة دون سبب واضح ومحدد. وإلى الآن لا تزال حقوق نشر بوارو محفوظة لحفيد أغاثا كريستي ماثيو بريتشارد.

## صفات بوارو
يصف آرثر هستنغز بوارو في رواية جريمة في ملعب الغولف بأنه:
رجل ضئيل الجسم إلى أبعد الحدود، لا يتجاوز طوله مائة وستين سنتيمتراً، ذو رأس بيضوي يميل قليلاً إلى الجانب، وعينين تشعان باللون الأخضر عندما ينفعل، وشاربين عسكريين، وإحساس مُرهف بالكرامة!.
يمتاز بوارو بحس مفرط بالنظام والترتيب، ويهتم كثيراً بالأناقة، ويميل إلى محاكاة الطبقة الأرستقراطية في تصرفاته. شاربه الضخم يوصف غير مرة بأنه: «لا مثيل له في العالم!»، ويعتني بوارو به بشكل دقيق جداً، كما يعتني بهندامه. قوام بوارو الضئيل وشكله الأجنبي يثيران استعلاء بعض المتعصبين في بريطانيا، كما أنه يفيد بوارو في عمله كمتحرٍ إذ أن البريطانيين يقولون له كل ما لا يمكنهم قوله عادة، باعتبار أنهم إذا تحدثوا إلى أجنبي فكأنما لا يتحدثون إلى أحد. يمتاز بوارو بذكاء حاد وغرور مفرط، كما أن له طبيعة انتقادية وكتومة جداً. ويُشيع حوله جواً من الثقة بحيث يثق فيه الناس بسهولة شديدة. يعتمد كثيراً على معرفته بالنفس البشرية، ولا يخشى توجيه الانتقادات لنفسه. بالرغم من أنه يُبدي سذاجة كبيرة أحياناً، إلا أنه يمتاز بمكر شديد، وقدرة على التدبير والإلمام بكافة الخيوط. كما أن ثقته بالقانون غير قوية، إذ أنه كثيراً ما يميل لتطبيق العدالة بنفسه، وحماية بعض المجرمين لسبب أو لآخر.
يتكلم بوارو الإنجليزية بلكنة فرنسية ثقيلة، مع أنه يستطيع الكلام بها بوضوح، وبطريقة لا تبين فيها آثار لأي لكنة إلا لكنة لندن، لكنه لا يفعل ذلك إلا حين يضطر. يتمتع بوارو بمخيلة واسعة، وقدرة على اختلاق الكذبات السريعة المحبوكة. ويشتهر بأن لديه خزيناً دائماً من أفراد العائلة الاحتياطيين لمساعدته في قضاياه المختلفة.

## سنوات الطفولة
وُلد بوارو في سبا البلجيكية عام 1885، ولوحظ أنه جاء في مجموعة أعمال هرقل أن أم هيركيول بوارو جاءت باسمه خلال حديث مع أم شرلوك هولمز، الأمر الذي يُفسر الاسمين الفريدين للشخصيتين الخياليتين، ويوجد عالماً لبوارو يُشبه عالم «عصبة السادة المميزين»، لكن الواضح أن الأمر لا يعدو مُجرد الإشارة إلى طرافة الاسمين. لا يوجد ذكر لأي شخصيات أدبية أخرى في روايات بوارو، لكن الروايات تزخر بالإشارات إلى شرلوك هولمز كنموذج المحقق الخيالي، ويُوجه بوارو انتقادات مُبطنة شديدة اللهجة إلى منهج هولمز في التحري باعتباره «كلب صيد بشري»، مُسقطاً هذا الوصف على المحقق الفرنسي الذي يتمثل أسلوب هولمز جيرو.
كان بوارو كاثوليكياً بالولادة، ولا يُعرف الكثير عن طفولته، إذ أنه يخترع لطفولته دائماً أحداثاً تُناسب القضية التي يُحقق فيها. غير أنه ذكر في مأساة من ثلاثة فصول؛ أنه وُلد لأسرة فيها الكثير من الأبناء والقليل من المال. ثُم ادعى في ركوب التيار بأن الراهبات ربينه وعلمنه، ما يُشير إلى يُتمه وشقائه. وتكمُن الصعوبة في تحديد علامات لطفولة بوارو في كونه كثير الكذب بشأن عائلته، إذ أنه يختلق عائلة خاصة مختلفة كلما احتاج لذلك في قضية.
في قضية مقتل روجر أكرويد اختلق ابن أخ يُعاني من إعاقة عقلية كعذر يمكنه من التحقيق في المصحات العقلية المحلية، وفي الشاهد الأخرس يختلق قصصاً عن أمه الكبيرة العاجزة ليتمكن من التحري عن الممرضات، وفي الأربعة الكبار يختلق أخاً توأماً لنفسه هو أكيل بوارو (ولم يَكُن أكيل إلا هيركيول نفسه متنكراً). ويُقدم أخاه إلى صديقه هستنغز بطريقة غامضة؛ إذ أنه يقول له: «كل رجال التحري لهم إخوة.»

## سنوات بوارو في الشرطة
لا يوجد أي إشارة إلى عمل بوارو مع الشرطة ولكن علاقته مع مفتشي الشرطة يمكن وصفها بالصداقة أو التعاون

## مسيرته المهنية كرجل تحرٍ خاص
أثناء الحرب العالمية الأولى، أُجبر بوارو على الهروب من بلجيكا إلى بريطانيا. آذى بوارو بشدة تهجيره من بيته وإجباره على العيش كلاجئ، وظل يحمل مرارة أيام الحرب حتى أيامه الأخيرة. قابل بوارو في تلك الفترة صديق عمره الكابتن آرثر هستنغز، وبدأ حياته الجديدة في حل القضايا الغامضة بعد نجاحه في حل القضية الغامضة في ستايلز. وبعد تلك القضية جذب بوارو انتباه الاستخبارات البريطانية العسكرية والاستخبارات البريطانية الداخلية؛ فتولى العديد من القضايا لصالح الحكومة البريطانية، ويُفترض أن هذه كانت الفترة التي أحبط فيها عملية اختطاف رئيس الوزراء البريطاني من قبل الألمان، في القصة القصيرة «رئيس الوزراء المُختطَف». بعد الحرب أصبح بوارو عميلاً حُراً، وبدأ في تولي القضايا المدنية. وانتقل إلى ما أصبح فيما بعد بيته وعنوان عمله في: 56B، مبنى وايت هايفن، ميدان ساندهيرست، لندن W1. كانت قضيته الأولى في ذلك البيت هي «القضية في حفلة النصر»، التي جعلته رجلاً شهيراً وأدخلته المجتمع الراقي.
بين الحربين العالميتين، سافر بوارو إلى كل أنحاء أوروبا، وزار الشرق الأوسط مُتحرياً الجرائم. معظم قضاياه كانت خلال هذه الفترة، وفيها بلغ أوج شهرته ونفوذه. في «جريمة في ملعب الغولف» حرض البلجيكيون خلايا بوارو الرمادية للقبض على قاتل فرنسي. وفي جريمة في قطار الشرق السريع حل جريمة كانت تقع مُعظم أحداثها في الأراضي اليوغوسلافية السابقة. في «الموت على النيل» و«جريمة في بلاد الرافدين» حل بوارو قضايا غامضة في الشرق الأوسط، ونجا من موت محقق. لم يُسافر بوارو إلى أي من الأمريكيتين أو أستراليا، وربما كان ذلك بسبب مرض البحر الذي يُعاني منه، مع أنه نوى السفر إلى أمريكا الجنوبية في رواية «الأربعة الكبار» ليُحقق في قضية للملياردير الأمريكي آبي ريلاند، ويزور صديقه آرثر هستنغز. وفي هذا الوقت قابل بوارو الكونتيسة الروسية فيرا روساكوف لصة الجواهر الفاتنة. تاريخ الكونتسية مثل تاريخ بوارو حافل بالألغاز إذ أنها مثله سريعاً ما تبتكر قصصاً من ماضيها غير صادقة بالضرورة. روساكوف تدعي بأنها كانت أرستقراطية، وأن الثورة البلشفية صادرت ثرواتها. وليس معروفاً مدى صدق هذه القصة، إذ أن بوارو يعترف بأن الكونتيسة روت عدة روايات جامحة حول ماضيها. في وقت لاحق، يُغرم بوارو بالكونتسية ويُساعدها على الفرار من العدالة.
بالرغم من أن السماح للكونتيسة بالفرار موضع سؤال أخلاقي، إلا أن بوارو أظهر غير مرة ميلاً كبيراً لتطبيق العدالة بنفسه. في قضية «أسد نيميا»، يقف بوارو إلى جانب الآنسة إيمي كارنابي، ويغطي على ابتزازها لموكله سير جوزيف هوغنز الذي كان يُخطط لجريمة بنفسه ولم يكن حكيماً بما فيه الكفاية ليمنع بوارو من اكتشاف ذلك. ويمنح بوارو الآنسة كارنابي مائتي جنيه استرليني لتسافر إلى وجهة أخرى. في «مقتل روجر أكرويد» يُساعد بوارو القاتل على الفرار من العدالة بالانتحار ليُوفر على شقيقته مشقة اكتشافها بأن شقيقها قاتل. ويضمن بعدها أن الحقيقة لن تُكشف. وفي اصطبلات أوجين؛ يُغطي بوارو على فساد واسع للحكومة البريطانية مُخاطراً بمصداقيته الشخصية. كما أنه يضع مساهمته في اعتقال أليستر بلانت القطب المالي البريطاني في «إبزيم الحذاء» موضع سؤال، مُسائلاً نفسه وأحد الذين تعرف عليهم في القضية، أكان من المفترض أن يترك بلانت ينجو بفعلته لصالح الاستقرار المالي في البلاد؟. غير أن بلانت أظهر استهانة واضحة بالحياة الإنسانية.
عاد بوارو بعدها إلى بريطانيا، ومال إلى الاستقرار هناك. في هذه الفترة حل «لغز القطار الأزرق» وواجه «موت وسط الغيوم». ثم واجه بوارو التهديد الأكبر في حياته، الأربعة الكبار، وهم أكبر عصابة إجرامية في العالم تضم أربعة من كبار متنفذي العالم، الأول أعظم عقل إجرامي في الشرق، سياسي صيني، والثاني مليادير أمريكي، والثالثة عالمة فرنسية، والرابع قاتل ومحتال بريطاني، يعرفه الذين نجوا من بطشه باسم «المدمر». وكان هدف هؤلاء المجرمين المتحدين الهيمنة على مصالح العالم. أثناء هذه المعركة، صادف بوارو فيرا روساكوف ثانية، وأقنعها بالانضمام إلى جانبه ومساعدته على الفرار من قبضة العصابة مع صديقه آرثر هستنغز، وذلك بإعادة ابنها المفقود إليها. وبمساعدة منها، تغلب بوارو على الأربعة الكبار وأحرز شهرة عالمية. مُيزت جثتا رقمي اثنين وثلاثة، بينما لم يتم التعرف على أشلاء رقم أربعة، ولم يستطع بوارو رؤية الأول، لي شانغ ين، العقل الذي يقف وراء المنظمة، لانتحاره في الصين بعد سماعة بالكارثة التي حلت بعصابته. لم يكن موت رقم واحد وأربعة مؤكداً، لكنهم لم يعودوا أبداً في السلسلة. أمل بوارو في الزواج من الكونتيسة، غير أنه تركها تذهب أخيراً، ولم يرها ثانية لعشرين عاماً.

## تقاعده
قرر بوارو التقاعد بعد قضية الأربعة الكبار، وقد فعل ذلك خمس مرات على الأقل، غير أنه كان من الصعب عليه أن يتخلى عن عمله وقد أدمنه. تقاعد من عمله كشرطي لينسحب إلى العمل الخاص، وعندما ذهب إلى الريف ليعتني بالنباتات في حديقة منزله، قُتل روجر أكرويد قريباً منه. وبعد أن تقاعد من عمله عاد إليه عندما عرف بـموت السيدة ماجنتي. يُصبح مراجع كتب لكنه يتورط في جريمة أخرى، وهكذا يتولى اثنتي عشرة قضية بعد قراره التقاعد، على أن يتقاعد بعد كل واحدة منها، غير أن هذا التقاعد لا يأتي.

## عالم ما بعد الحرب
بعد الحرب، أصبح بوارو أكبر سناً، وأكثر ميلاً لأن يكون مُحققاً مُستقراً في مكانه. تناقصت سفراته كثيراً. وتزايد هوسه المطلق بالنظام والأناقة، وازدرائه لعمل المحققين الذين كان يُسميهم «كلاب الصيد البشرية» الذي يتضمن الزحف على الركب لجمع الأدلة، وأناه المفرطة، إلى مستويات شنيعة. وذات مرة راهن صديقه كبير المفتشين جاب بأن بإمكانه الجلوس على كرسي وحل قضية معقدة باستخدام خلايا دماغه الرمادية فقط (في قصة اختفاء السيد دايفينهايم). أيضاً، ازدادت حيرته ودهشته لابتذال شباب الجيل التالي من الشباب. في حوض سفن جريمة في سكن الطلاب، يحقق بوارو في العدائية المتزايدة لتلميذ. وعندما قابل الفتاة الثالثة؛ أُجبر على مواجهة الحقيقة والاعتراف بأنه يتقدم في السن، ولا يستطيع فهم ثقافة الجيل الجديد.

## موته
عندما اقترب بوارو من نهاية حياته، عانى مشاكل صحية مُتزايدة، فعانى من القلب والتهاب المفاصل. وحينها اعترض طريق مجرم ذكي يُسمى X ابتكر طريقة كاملة لجعل آخرين يرتكبون جرائم القتل لصالحه، وابتكر طريقة القتل الأكثر كمالاً. لجأ بوارو إلى صديقه آرثر هستنغز، ويعود إلى ستايلز، إذ أن الطريقة الوحيدة لتقديم X إلى العدالة هي موت بوارو الذي كان القاتل يتعقبه، في غياب أي إمكانية لمحاكمته بسبب غياب الأدلة الجنائية. ويصطاد بمساعدة هستنغز المجرم لآخر مرة قبل أن يموت خلال نومه في 6 أغسطس عام 1975.

## الروايات الكبرى
تأخذ كتب بوارو القراء عبر حياته في بريطانيا، منذ القضية الغامضة في ستايلز حين كان لاجئاً في ستايلز، إلى الكتاب الأخير الستارة، حيث يعود إلى ستايلز قبل أن يموت. وبين القضيتين يحل بوارو القضايا داخل وخارج بريطانيا، ومنها قضيته الشهيرة جريمة في قطار الشرق السريع 1934. أصبح بوارو مشهوراً بين العامة في 1926 بقضية مقتل روجر أكرويد التي كان حلها المفاجئ جدلياً، وأصبحت أكثر روايات التحري شهرة، حتى أن إدموند ويلسون أشار إليها في عنوان هجومه الشهير على قصص التحري: «من يأبه بمن قتل روجر أكرويد؟»، وفيما عدة قضية مقتل روجر أكرويد، ظهرت روايات بوارو التي لقت أكثر الثناء بين العامين 1932 و1942، ومن ضمنها كلاسيكيات معروفة مثل: جريمة في قطار الشرق السريع، جرائم الأبجدية، الورق على الطاولة، الموت على النيل، وهذه الأخيرة عن قاتل متعدد على مجرى النيل اعتبرت من قبل كاتب روايات التحري الشهير جون ديكسون كار من ضمن أعظم عشر روايات ألغاز على مر التاريخ. رواية 1942 خمسة خنازير صغيرة (تعرف أيضًا بـ: إعادة النظر في جريمة)، التي يتحرى فيها بوارو جريمة حصلت قبل ستة عشر عاماً بتحليل الحسابات المختلفة للمأساة، تشبه بأدائها أداء راشومون، ويعتبرها الناقد وكاتب روايات التحري روبرت برنارد أفضل روايات كريستي.

## الشخصيات المساندة لبوارو
تختلف الشخصيات الموجودة مع بوارو من قضية إلى أخرى، لكن بعض الشخصيات تظهر بشكل متكرر، وترتبط بعلاقات جيدة معه.
- النقيب آرثر هستنغز الذي قابله بوارو لأول مرة خلال سنوات عمله كمحقق خاص في أوروبا، والتقى به عند عودته إلى إنكلترا، أصبح شريكه في المسكن، وصديق عمره، وساعده في العديد من القضايا المهمة. كما روى معظمها، ويعتقد بوارو أن هستنغز صاحب خيال عظيم، وتفكير غير منطقي. هستنغز كان أيضاً صديقاً مخلصاً ورجلاً شجاعاً، وكانت شجاعته كبيرة عندما أصبح الطريق شديد الوعورة أمامه في قضية الأربعة الكبار. واجه الموت بلا تردد، ولم يتغير ولاؤه لبوارو، بل إنه فضله على زوجته في تلك القضية. (وربما كان ذلك لإحساسه بالذنب بسبب وقوفه ضد بوارو إلى جانب زوجته في قضية جريمة في ملعب الغولف). كان الاثنان ثنائياً شديد الترابط إلى أن قابل هستنغز دولسي دوفين، التي كانت مؤدية موسيقية بنصف عمره، وتزوجها. وبعد ذلك هاجر الاثنان إلى الأرجنتين تاركين بوارو ورائهما «رجلاً مسناً شديد الحزن».
- أريادني أوليفر؛ كاتبة روايات الجرائم مُتكررة الظهور في قصص بوارو، وهي إعادة تمثيل فكاهية لشخصية أغاثا كريستي نفسها. لا توجد أي معلومات عن زوجها. ويُعرف عنها كراهيتها للكحول، وللظهور العام، وولعها الشديد بالتفاح حتى تخلت عنه بعد أحداث حفلة الهالوين. لها خادمة تُدعى ميلي، تبذل كل ما بوسعها للتأكد من أن التقدير العام لا يُشكل عبئاً على مخدومتها، لكنها لا تبذل الجهد ذاته للتأكد من أن مخدومتها لا تشكل عبئاً على الآخرين. ألفت ما ينوف عن ستٍ وخمسين رواية، وتكره بشدة اقتراحات الناس بشأن شخصيات قصصها. وهي الوحيدة، في عالم بوارو، التي لاحظت أنه == «من غير الطبيعي أن يكون خمسة أو ستة أشخاص مشتبهاً بهم بشدة لقتلهم ب، وكلهم يملك دافعاً قوياً لقتله.» == قابلت بوارو للمرة الأولى عندما وضع كل منهما أوراقه على الطاولة (رواية الورق على الطاولة)، ومنذ ذلك الحين لم تتوقف عن إزعاجه.
- الآنسة ليمون سكرتيرة بوارو. ضعفها البشري قليل، وارتكبت خطأين فقط في حياتها المهنية، أحدهما خطأ طباعي خلال أحداث جريمة في سكن الطلاب، وخطأ في إرسال فاتورة الكهرباء بريدياً. يصفها بوارو بأنها: «قبيحة بشكل لا يصدق، وكفؤة بشكل مذهل. وأي شيء ذكرته باعتباره جديراً بالاعتبار، كان غالباً جديراً به.» ليمون خبيرة في كل شيء تقريباً، وتخطط لإنشاء نظام ترتيب الملفات المثالي. ومن المثير للاهتمام أنها عملت لدى العميل الحكومي المُحسِن باركر بين، ولا يُعرف ما إذا كان ذلك قبل أن تعمل لدى بوارو، أم خلال إحدى فترات تقاعده.
- كبير المفتشين جاب من سكوتلاند يارد يظهر بشكل متكرر في قصص بوارو. شخص مندفع وصاخب، ومتهور بطبيعته أحياناً، وتمثل علاقته بالبلجيكي البرجوازي إحدى أغرب سمات عالم بوارو. قابله في بلجيكا لأول مرة عام 1904 أثناء تزييف أبركرومبي، ولاحقاً خلال نفس العام، وحدا قواهما ليصطادا مجرماً عُرف بالبارون ألتارا، وبعدها تقابلا في بريطانيا. يُساعد بوارو جاب غالباً في حل قضاياه ويتركه ليدعي الفضل لنفسه مقابل خدمات خاصة يقوم بها له ترتبط بقضايا تهمه.

بالإضافة إلى هذه الشخصيات الحاضرة في مغامراته، لدى بوارو خادم خاص يُسمى جورج (ولا يُعرف اسم عائلته)، لا يُمكن أن يعثر على رئيس خدم أكثر عجرفة منه. خادم إنجليزي من الطراز الكلاسيكي، دخل خدمة بوارو في 1923 ولم يتركه حتى فترة قليلة قبل موت بوارو. رجل عملي وكفء، بلا مخيلة على الإطلاق. وتتعارض شخصيته بشكل ثابت مع شخصية آرثر هستنغز.

## محاكاته
في فيلم جريمة بواسطة الموت، الممثل الأميركي جيمس كوكو يلعب «ميلو بيرييه»، وهو محاكاة ساخرة لبوارو.
دادلي جونز لعبت دور بوارو في فيلم قضية غريبة عن نهاية الحضارة كما نعرفها (1977).
وأيضًا قد تمت محاكاة بوارو في فيلم «الانتقام من النمر الوردي»، وفي فيلم «قضية غريبة من نهاية الحضارة كما نعرفها» وفي أفلام أخرى

## الكتب التي ظهر فيها بوارو
ظهر بوارو في 34 رواية و13 مجموعة قصصية
| الروايات 1. قضية ستايلز الغامضة (1920) 2. جريمة في ملعب الغولف (1923) 3. مقتل روجر أكرويد (1926) 4. الأربعة الكبار (1927) 5. لغز القطار الأزرق (1928) 6. القهوة السوداء (مسرحية من تأليف أجاثا كريستي في عام 1930، وتم كتابتها كرواية في عام 1998) 7. خطر في البيت الأخير (1932) 8. موت اللورد إدجوير (1933) 9. جريمة في قطار الشرق السريع (1934) 10. مأساة من ثلاثة فصول (1934) 11. موت وسط الغيوم (1935) 12. جرائم الأبجدية (1936) 13. أوراق لعب على الطاولة (1936) 14. جريمة في بلاد الرافدين (1936) 15. موت فوق النيل (1937) 16. الشاهد الصامت (1937) 17. موعد مع الموت (1938) 18. جريمة العيد (1938) 19. السرو الحزين (1940) 20. إبزيم الحذاء (1940) 21. شر تحت الشمس (1941) 22. خمسة خنازير صغيرة (1942) 23. الأجوف (1946) 24. ركوب التيار (1948) 25. موت السيدة ماغنتي (1952) 26. بعد الجنازة (1953) 27. جريمة في سكن الطلاب (1955) 28. مبنى الرجل الميت (1956) 29. قطة بين الحمام (1959) 30. الساعات (1963) 31. الفتاة الثالثة (1966) 32. حفلة الهالوين (1969) 33. ذاكرة الأفيال (1972) 34. الستارة (1975) | المجموعات القصصية 1. تحقيقات بوارو (1924) 2. جريمة قتل في الإسطبلات وقصص أخرى (1937) 3. لغز الزوارق وقصص أخرى (1939) 4. أعمال هرقل (1947) 5. شاهدة الادعاء وقصص أخرى (1948) 6. ثلاثة فئران عمياء وقصص أخرى (1950) 7. المضطهد وقصص أخرى (1951) 8. مغامرة كعكة العيد وقصص أخرى (1960) 9. الخطيئة المزدوجة وقصص أخرى (1961) 10. قضايا بوارو المُبكِّرة (1974) 11. مشكلة في خليج بولينسا وقصص أخرى (1991) 12. السيد هارلي كوين وطقم الشاي (1997) 13. بينما يستمر الضوء وقصص أخرى (1997) |

## أسماء القصص القصيرة التي ظهر فيها
| - 1. مغامرة الطباخة في كلابام (وَرَدَت في قضايا بوارو المُبكِّرة وفي المضطهد وقصص أخرى) - 2. جريمة قتل في الإسطبلات (وَرَدَت في جريمة قتل في الإسطبلات وقصص أخرى) - 3. مغامرة جوني ويفرلي (وَرَدَت في قضايا بوارو المُبكِّرة وفي ثلاثة فئران عمياء وقصص أخرى) - 4. أربعة وعشـرون شحرورًا (وَرَدَت في ثلاثة فئران عمياء وقصص أخرى وفي مغامرة كعكة العيد وقصص أخرى) - 5. شقة الطابق الثالث (وَرَدَت في قضايا بوارو المُبكِّرة وفي ثلاثة فئران عمياء وقصص أخرى) - 6. المثلث في رودس (وَرَدَت في جريمة قتل في الإسطبلات وقصص أخرى) - 7. مشكلة في عرض البحر (وَرَدَت في قضايا بوارو المُبكِّرة وفي لغز الزوارق وقصص أخرى) - 8. السرقة المدهشة (وَرَدَت في جريمة قتل في الإسطبلات وقصص أخرى باسمها الحالي وفي قضايا بوارو المبكرة والمضطهد وقصص أخرى باسم تصاميم الغواصة) - 9. ملك السباتي (وَرَدَت في قضايا بوارو المُبكِّرة وفي المضطهد وقصص أخرى) - 10. الحلم (وَرَدَت في لغز الزوارق وقصص أخرى وفي مغامرة كعكة العيد وقصص أخرى) - 11. السيدة ذات الخمار (وَرَدَت في قضايا بوارو المُبكِّرة) - 12. المنجم المفقود (وَرَدَت في قضايا بوارو المُبكِّرة) - 13. لغز المتنزه (وَرَدَت في قضايا بوارو المُبكِّرة وفي المضطهد وقصص أخرى) - 14. اختفاء السيد ديفنهايم (وَرَدَت في تحقيقات بوارو) - 15. الخطيئة المزدوجة (وَرَدَت في قضايا بوارو المُبكِّرة وفي الخطيئة المزدوجة وقصص أخرى) - 16. مغامرة الشقة الرخيصة (وَرَدَت في تحقيقات بوارو) - 17. رئيس الوزراء المُختطَف (وَرَدَت في تحقيقات بوارو) - 18. مغامرة النجم الغربي (وَرَدَت في تحقيقات بوارو) - 19. كيف تنمو حديقتك؟ (وَرَدَت في قضايا بوارو المُبكِّرة وفي لغز الزوارق وقصص أخرى) - 20. سرقة سندات المليون دولار (وَرَدَت في تحقيقات بوارو) - 21. قطار بليموث (وَرَدَت في قضايا بوارو المُبكِّرة وفي المضطهد وقصص أخرى) - 22. عشُّ الدبابير (وَرَدَت في قضايا بوارو المُبكِّرة وفي الخطيئة المزدوجة وقصص أخرى) - 23. مأساة في ضيعة مارسدن الإقطاعية (وَرَدَت في تحقيقات بوارو) - 24. الدليل المزدوج (وَرَدَت في قضايا بوارو المُبكِّرة وفي الخطيئة المزدوجة وقصص أخرى) - 25. لغز الصندوق الإسباني ("وَرَدَت باسمها الحالي في مغامرة كعكة العيد وقصص أخرى والسيد هارلي كوين وطقم الشاي"؛ "وفي لغز الزوارق وقصص أخرى وبينما يستمر الضوء وقصص أخرى باسم لغز الصندوق البغدادي") - 26. مغامرة كعكة العيد ("وَرَدَت باسمها الحالي في مغامرة كعكة العيد وقصص أخرى والخطيئة المزدوجة وقصص أخرى"؛ "وفي بينما يستمر الضوء وقصص أخرى باسم مغامرة العيد") | - 27. القضية في حفلة النصر (وَرَدَت في قضايا بوارو المُبكِّرةوفي المضطهد وقصص أخرى) - 28. اللغز في نُزل الصيادين (وَرَدَت في تحقيقات بوارو) - 29. مغامرة المقبرة الفرعونية (وَرَدَت في تحقيقات بوارو) - 30. المُضطهد (وَرَدَت في المضطهد وقصص أخرى وفي مغامرة كعكة العيد وقصص أخرى) - 31. السوسن الأصفر (وَرَدَت في لغز الزوارق وقصص أخرى وفي مشكلة في خليج بولينسا وقصص أخرى) - 32. قضية الوصية المفقودة (وَرَدَت في تحقيقات بوارو) - 33. مغامرة النبيل الإيطالي (وَرَدَت في تحقيقات بوارو) - 34. صندوق الشوكولاتة (وَرَدَت في قضايا بوارو المُبكِّرة) - 35. مرآة الرجل الميت ("وَرَدَت باسمها الحالي في جريمة قتل في الإسطبلات وقصص أخرى"؛ "وفي شاهدة الادعاء وقصص أخرى ومشكلة في خليج بولينسا وقصص أخرى باسم غونغ الثاني") - 36. سرقة المجوهرات في فندق غراند متروبوليتان (وَرَدَت في تحقيقات بوارو) - 37. إرث لمشرير (وَرَدَت في قضايا بوارو المُبكِّرة وفي المضطهد وقصص أخرى) - 38. لغز مستندات السوق (وَرَدَت في قضايا بوارو المُبكِّرة وفي المضطهد وقصص أخرى) - 39. أسد نيميا (وَرَدَت في أعمال هرقل) - 40. وحش ليرنا (وَرَدَت في أعمال هرقل) - 41. الغزال الأركادي (وَرَدَت في أعمال هرقل) - 42. خنزير أريمانثوس (وَرَدَت في أعمال هرقل) - 43. زرائب أوجياس (وَرَدَت في أعمال هرقل) - 44. طيور ستيمفاليان (وَرَدَت في أعمال هرقل) - 45. ثور كريت (وَرَدَت في أعمال هرقل) - 46. خيول ديوميد (وَرَدَت في أعمال هرقل) - 47. زنار هيبوليت (وَرَدَت في أعمال هرقل) - 48. وحش جيريو (وَرَدَت في أعمال هرقل) - 49. تفاحات الهسبيريديا (وَرَدَت في أعمال هرقل) - 50. إحضار الكلب كروبيروس (وَرَدَت في أعمال هرقل) - 51. لغز الزوارق (كتبتها كريستي كقصة لبوارو ثم قامَت بتغيير المحقق لباركر بين، حاليًّا القصة وَرَدَت لبوارو في مشكلة في خليج بولينسا وقصص أخرى) |